# Pedicularis micrantha
Pedicularis micrantha är en snyltrotsväxtart som beskrevs av Hui Lin Li. Pedicularis micrantha ingår i släktet spiror, och familjen snyltrotsväxter. Inga underarter finns listade i Catalogue of Life.